# 2018年亚洲运动会柔道比赛
2018年亞洲運動會柔道比賽為第十八屆亞洲運動會的其中一項競賽項目，共產生15面金牌；賽事於2018年8月29日至9月1日在雅加達會議中心議會廳舉行。與上屆相比，本屆比賽取消男女團體項目，新增了混合團體項目。

## 獎牌統計

### 國家獎牌榜
| 排名 | 国家／地区       | 金牌 | 银牌 | 铜牌 | 總數 |
| ---- | ---------------- | ---- | ---- | ---- | ---- |
| 1    | 日本             | 9    | 3    | 1    | 13   |
| 2    | 韩国             | 4    | 6    | 3    | 13   |
| 3    |                  | 1    | 0    | 3    | 4    |
| 4    |                  | 1    | 1    | 2    | 4    |
| 5    | 蒙古             | 0    | 2    | 5    | 7    |
| 6    | 伊朗             | 0    | 1    | 1    | 2    |
| 6    | 朝鲜             | 0    | 1    | 1    | 2    |
| 8    | 菲律宾           | 0    | 1    | 0    | 1    |
| 9    | 中国             | 0    | 0    | 4    | 4    |
| 9    |                  | 0    | 0    | 3    | 3    |
| 11   | 中华台北         | 0    | 0    | 2    | 2    |
| 11   |                  | 0    | 0    | 2    | 2    |
| 11   | 泰国             | 0    | 0    | 2    | 2    |
| 14   | 阿拉伯联合酋长国 | 0    | 0    | 1    | 1    |
| 總計 | 總計             | 15   | 15   | 30   | 60   |

### 項目獎牌榜

#### 男子項目
| 項目                   | 金牌                              | 银牌                                  | 铜牌                                          |
| 蠅量級 (60公斤級)      | 季约尔别克·乌罗兹博耶夫 · （UZB） | 志志目徹 · 日本（JPN）                | 楊勇緯 · 中华台北（TPE）                      |
| 蠅量級 (60公斤級)      | 季约尔别克·乌罗兹博耶夫 · （UZB） | 志志目徹 · 日本（JPN）                | 李夏林 · 韩国（KOR）                          |
| 次輕量級 (66公斤級)    | 安保罗 · 韩国（KOR）              | 丸山城志郎 · 日本（JPN）              | Yeldos Zhumakanov · （KAZ）                   |
| 次輕量級 (66公斤級)    | 安保罗 · 韩国（KOR）              | 丸山城志郎 · 日本（JPN）              | Artur Te · （KGZ）                            |
| 輕量級 (73公斤級)      | 大野將平 · 日本（JPN）            | 安昌林 · 韩国（KOR）                  | 维克托·斯克沃尔托夫 · 阿拉伯联合酋长国（UAE） |
| 輕量級 (73公斤級)      | 大野將平 · 日本（JPN）            | 安昌林 · 韩国（KOR）                  | Mohammad Mohammadi · 伊朗（IRI）              |
| 次中量級 (81公斤級)    | 季达尔·哈姆扎 · （KAZ）           | 赛义德·莫拉埃 · 伊朗（IRI）           | 弗拉基米尔·佐洛耶夫 · （KGZ）                 |
| 次中量級 (81公斤級)    | 季达尔·哈姆扎 · （KAZ）           | 赛义德·莫拉埃 · 伊朗（IRI）           | Otgonbaataryn Uuganbaatar · 蒙古（MGL）       |
| 中量級 (90公斤級)      | 郭同韓 · 韩国（KOR）              | 冈图勒嘎·阿勒坦巴嘎那 · 蒙古（MGL）   | 科隆紹·烏斯托皮連恩 · （TJK）                 |
| 中量級 (90公斤級)      | 郭同韓 · 韩国（KOR）              | 冈图勒嘎·阿勒坦巴嘎那 · 蒙古（MGL）   | 貝克茉秋 · 日本（JPN）                        |
| 次重量級 (100公斤級)   | 飯田健太郎 · 日本（JPN）          | 趙求含 · 韩国（KOR）                  | 勒哈格瓦苏伦·奥特贡巴塔尔 · 蒙古（MGL）       |
| 次重量級 (100公斤級)   | 飯田健太郎 · 日本（JPN）          | 趙求含 · 韩国（KOR）                  | Sherali Juraev · （UZB）                      |
| 重量級 (100公斤以上級) | 金成民 · 韩国（KOR）              | 乌勒齐巴亚尔·杜伦巴亚尔 · 蒙古（MGL） | 别克穆罗德·奥尔季博耶夫 · （UZB）             |
| 重量級 (100公斤以上級) | 金成民 · 韩国（KOR）              | 乌勒齐巴亚尔·杜伦巴亚尔 · 蒙古（MGL） | Shakarmamad Mirmamadov · （TJK）              |

#### 女子項目
| 項目                  | 金牌                   | 银牌                      | 铜牌                                   |
| 蠅量級 (48公斤級)     | 鄭普涇 · 韩国（KOR）   | 近藤亞美 · 日本（JPN）    | 奥特贡采采格·嘎勒巴德拉赫 · （KAZ）    |
| 蠅量級 (48公斤級)     | 鄭普涇 · 韩国（KOR）   | 近藤亞美 · 日本（JPN）    | 門赫巴廷·烏蘭采采格 · 蒙古（MGL）      |
| 次輕量級 (52公斤級)   | 角田夏實 · 日本（JPN） | 朴多率 · 韩国（KOR）      | Kachakorn Warasiha · 泰国（THA）       |
| 次輕量級 (52公斤級)   | 角田夏實 · 日本（JPN） | 朴多率 · 韩国（KOR）      | Rim Song-sim · 朝鲜（PRK）             |
| 輕量級 (57公斤級)     | 玉置桃 · 日本（JPN）   | Kim Jin-a · 朝鲜（PRK）   | 道尔吉苏伦·苏米娅 · 蒙古（MGL）        |
| 輕量級 (57公斤級)     | 玉置桃 · 日本（JPN）   | Kim Jin-a · 朝鲜（PRK）   | 連珍羚 · 中华台北（TPE）               |
| 次中量級 (63公斤級)   | 鍋倉那美 · 日本（JPN） | 渡边圣未 · 菲律宾（PHI）  | 韩喜主 · 韩国（KOR）                   |
| 次中量級 (63公斤級)   | 鍋倉那美 · 日本（JPN） | 渡边圣未 · 菲律宾（PHI）  | 唐婧 · 中国（CHN）                     |
| 中量級 (70公斤級)     | 新添左季 · 日本（JPN） | 金省然 · 韩国（KOR）      | 古尔诺扎·马特尼亚佐娃 · （UZB）        |
| 中量級 (70公斤級)     | 新添左季 · 日本（JPN） | 金省然 · 韩国（KOR）      | 曾德-阿尤希·纳兰扎尔嘎勒 · 蒙古（MGL） |
| 次重量級 (78公斤級)   | 佐藤瑠香 · 日本（JPN） | Park Yu-jin · 韩国（KOR） | 大枝郁美 · 泰国（THA）                 |
| 次重量級 (78公斤級)   | 佐藤瑠香 · 日本（JPN） | Park Yu-jin · 韩国（KOR） | 马振昭 · 中国（CHN）                   |
| 重量級 (78公斤以上級) | 素根輝 · 日本（JPN）   | 金珉程 · 韩国（KOR）      | Gulzhan Issanova · （KAZ）             |
| 重量級 (78公斤以上級) | 素根輝 · 日本（JPN）   | 金珉程 · 韩国（KOR）      | 王彦 · 中国（CHN）                     |

#### 男女混合項目
| 項目 | 金牌 | 银牌 | 铜牌 |
| 團體 | 日本 · 貝克茉秋 · 海老沼匡 · 舟久保遙香 · 影浦心 · 新添左季 · 王子谷剛志 · 大野將平 · 素根輝 · 玉置桃 · 田中志步 · 小林悠輔 · 山本沙羅 | · Zere Bektaskyzy · Iolanta Berdybekova · 伊斯兰·博兹巴耶夫 · Gulzhan Issanova · Kamshat Karassaikyzy · Yerassyl Kazhybayev · 季达尔·哈姆扎 · Sevara Nishanbayeva · Zarina Raifova · 然赛·斯马古洛夫 · Sanzhar Zhabborov · Yeldos Zhumakanov | 韩国 · Ahn Joo-sung · 安昌林 · 趙求含 · 郭同韓 · 韩美珍 · Jeong Hye-jin · 金珍迪 · 金珉程 · 金省然 · 金成民 · 權柔貞 · Lee Jae-yong |
| 團體 | 日本 · 貝克茉秋 · 海老沼匡 · 舟久保遙香 · 影浦心 · 新添左季 · 王子谷剛志 · 大野將平 · 素根輝 · 玉置桃 · 田中志步 · 小林悠輔 · 山本沙羅 | · Zere Bektaskyzy · Iolanta Berdybekova · 伊斯兰·博兹巴耶夫 · Gulzhan Issanova · Kamshat Karassaikyzy · Yerassyl Kazhybayev · 季达尔·哈姆扎 · Sevara Nishanbayeva · Zarina Raifova · 然赛·斯马古洛夫 · Sanzhar Zhabborov · Yeldos Zhumakanov | 中国 · 巴彦德力黑 · 布和毕力格 · 冯雪梅 · 姜雅楠 · 刘红岩 · 青达嘎 · 邱善高 · 沈株鸿 · 王彦 · 谢亚东 · 张雯 · 朱雅                  |

## 外部連結
- 2018年亞洲運動會柔道比賽